# Hermes (Schiff, 1828)
Die Hermes (griechisch Ερμής (m. sg.) = Hermes oder Quecksilber) war eine Radkorvette der griechischen Marine und war das Typschiff der Hermes-Klasse. Die Namensbezeichnung soll sich vom englischen „Quicksilver“ ableiten.

## Geschichte
Es war eines von fünf Radkorvetten, die die Vereinigung der Philhellenen von Großbritannien 1825 geordert hatte. Sein Rumpf war baugleich mit der Epichirisis-Klasse. Da diese Schiffsklasse jedoch ein Problem mit der Stabilität und mit dem Antrieb hatte, wurden einige Änderungen vorgenommen. So wurde der Tiefgang reduziert, indem man die Verdrängung reduzierte. Aus diesem Grund wurde auch die Bewaffnung vermindert. Als Antrieb diente nicht mehr eine Dampfmaschine mit 50 PS, sondern zwei Dampfmaschinen von William Johnson Galloway mit 20 PS. Die baugleichen Kymatopliktis (griechisch Κυματοπλήκτης; engl. Dasher = Zerschmetterer)  und Agrypnos (griechisch Άγρυπνος; engl. Alert = wachsam) wurden nie ausgeliefert.
Im September 1828 wurde die Hermes überführt und im Oktober desselben Jahres in Griechenland in Dienst gestellt. Das Schiff wurde nie als Kriegsschiff, sondern als Postschiff eingesetzt. 1837 wurden die beiden Dampfmaschinen ausgebaut und für das erste in Griechenland gebaute Dampfschiff Pringips Maximilianos verwendet. Ab 1841 wurde die Hermes als Ponton verwendet und diente als Schwimmdock für kleine Schiffe.